# ناحیه بایا
ناحیهٔ بایا (به مجاری: Bajai járás) یک ناحیه در مجارستان است که در شهرستان باچ-کیش‌کون واقع شده‌است و ۱٬۰۰۸٫۸۰ کیلومتر مربع مساحت و ۶۶٬۵۰۱ نفر جمعیت دارد.